# Жіноча збірна Чехословаччини з хокею із шайбою
Жіноча збірна Чехословаччини з хокею із шайбою — хокейна збірна, яка існувала з 1988 по 1992 рік. Припинила своє існування у зв'язку з розпадом Чехословаччини на Чехію та Словаччину 1 січня 1993 року.

## Історія
Свою першу гру жіноча збірна Чехословаччини провела у 1988 році проти збірної Швейцарії, матч відбувся в Бероуні,  Чехословаччина поступилась 1:8. Наступного року Чехословаччина провела два матчі у кваліфікаційному раунді проти збірної Франції, за підсумками матчів, збірна Чехословаччини кваліфікувалась на чемпіонат Європи.
Під час групового етапу чемпіонату Європи чехословацькі хокеїстки програли усі три матчі, в тому числі найбільшу поразку у своїй історії від збірної Фінляндії 0:31. У півфінальних матчах за п'яте — восьме місце, поступились збірній Швейцарії 3:9, а у матчі за сьоме місце переграли збірну Нідерландів 7:1.
Брали участь і у наступному чемпіонаті Європи який проходив у самій Чехословаччині (виступали у групі В). Зазнали трьох поразок, у четвертому матчі зіграли внічию із збірною Великої Британії 2:2, у матчі за сьоме місце поступились француженкам 1:2 та посіли восьме місце на домашньому чемпіонаті.
У 1992 році Чехословаччина розпалась на Чехію та Словаччину, а відтак припинила своє існування жіноча збірна Чехословаччини, замість неї з'явились жіночі збірні Чехії та Словаччини.

## Виступи на чемпіонатах Європи
- 1989 – 7 місце
- 1991 – 8 місце